# Шаврин, Валерий Александрович
Валерий Александрович Шаврин (27 сентября 1930, Тюмень — 16 февраля 1978, Хабаровск) — советский театральный актёр, режиссёр и драматург, заслуженный артист РСФСР, член Союза писателей СССР.

## Биография
Валерий Шаврин родился 27 сентября 1930 года в Тюмени. В 1943 году семья уехала в эвакуацию в Ташкент, где он окончил школу, а затем Ташкентский горный техникум по специальности горный электромеханик. Работал на шахтах Киргизии и Узбекистана, был технологом на заводе радиодеталей.
С 1950-х годов играл в самодеятельном драматическом театре при ташкентском Доме учёных. Там его заметил режиссёр театра Туркестанского военного округа (ТуркВО) и пригласил к себе. В театре ТуркВО Шаврин играл около пяти лет. Здесь он познакомился с будущей женой актрисой Еленой Паевской.
В конце 1950-х годов был приглашён во Владивосток в Приморский краевой театр драмы.
С 1962 года работал в Хабаровском краевом театре драмы.
В 1966 году занялся режиссёрской работой, был назначен главным режиссёром Хабаровского театра юного зрителя. В 1968 году вернулся в Хабаровский театр драмы, но вскоре был приглашён в Севастополь.
В 1970—1972 годах вместе с женой Еленой Паевской два сезона служил в Севастопольском театре драмы, однако в 1972 году они вернулись в Хабаровск.
Первую пьесу «Кто друг?» про студентов горного техникума написал в 1958 году. Она была поставлена в театре ТурвВО. В 1960 году, уже будучи во Владивостоке, написал вместе с композитором А. Ковалевым пьесу «Приморская лирическая», которую поставил к 100-летию города поставил главный режиссёр Приморского театра Г. Иванов. Автор многих пьес, некоторые из которых ставил на сценах театров. В 1960—1970-е годы его пьесы шли во многих театрах страны. В 1965 году стал членом Союза писателей СССР.
Умер 16 февраля 1978 года.

### Семья
- Жена — актриса Елена Паевская (1926—1986), народная артистка РСФСР.
- Сын — актёр Александр Шаврин (1960—2017), заслуженный артист РФ (2001).

## Награды и премии
- Заслуженный артист РСФСР (29.03.1966).

## Работы в театре

### Актёр
- «Сирано де Бержерак» Э. Ростана — Роксана
- «Чудесное превращение» В. Шаврина — Туня Ядкин
- «Требуется лжец» Д. Псафаса — Тодорос
- «Ярость» Е. Яновского — секретарь укома Путнин
- «Палата» С. Алёшина — Гончаров
- «Продавец дождя» Р. Нэша — отец Карри
- «Валентин и Валентина» М. Рощина — Володя
- «Сталевары» Г. Бокарёва — Варламов
- «Баня» В. Маяковского — Победоносиков
- «Шут» В. Шаврина — Шутов
- «Шифровка для Блюхера» — Блюхер

### Режиссёр-постановщик
Хабаровский ТЮЗ:
- «Повесть о настоящем человеке» Б. Полевого
- «Изобретательная влюбленная» Лопе де Вега
- «Парень из нашего города» К. Симонова

Хабаровский театр драмы:
- «Мои знакомые»
- «Шут»

## Пьесы
- «Кто друг?» (1958)
- «Приморская лирическая» (в соавторстве с композитором А. Ковалёвым; 1960)
- «Разбуженная совесть» (1962)
- «Чудесное превращение» (1962)
- «Семья Плахова» (1963)
- «Мои знакомые»
- «Светлая пристань»
- «Шут»
- «Не забывайте август»
- «Операция «Привет»
- «Девушки с улицы Надежды»

## Память
- Мемориал памяти В. А. Шаврину и Е. Н. Паевской на здании Хабаровского краевого театра драмы (скульптор Юрий Кукуев).